# Melbourne (Arkansas)
Melbourne és una població dels Estats Units a l'estat d'Arkansas. Segons el cens del 2000 tenia 1.673 habitants.

## Demografia
Segons el cens del 2000, Melbourne tenia 1.673 habitants, 736 habitatges, i 448 famílies. La densitat de població era de 103,5 habitants/km².
Dels 736 habitatges en un 25,8% hi vivien nens de menys de 18 anys, en un 45,1% hi vivien parelles casades, en un 13,3% dones solteres, i en un 39% no eren unitats familiars. En el 35,3% dels habitatges hi vivien persones soles el 17,4% de les quals corresponia a persones de 65 anys o més que vivien soles. El nombre mitjà de persones vivint en cada habitatge era de 2,15 i el nombre mitjà de persones que vivien en cada família era de 2,78.
Per edats la població es repartia de la següent manera: un 21,9% tenia menys de 18 anys, un 9,9% entre 18 i 24, un 24,4% entre 25 i 44, un 22,7% de 45 a 60 i un 21,2% 65 anys o més.
L'edat mediana era de 40 anys. Per cada 100 dones de 18 o més anys hi havia 76,5 homes.
La renda mediana per habitatge era de 22.757 $ i la renda mediana per família de 31.900 $. Els homes tenien una renda mediana de 23.529 $ mentre que les dones 18.264 $. La renda per capita de la població era de 13.110 $. Entorn del 14,5% de les famílies i el 18,4% de la població estaven per davall del llindar de pobresa.

## Poblacions més properes
El següent diagrama mostra les poblacions més properes.